# Хуаншань (цвинтар)
Хуаншань (кит.: 哈尔滨皇山俄侨墓地) — меморіальне кладовище в передмісті міста Харбіна, влаштоване в 1959 році в зв'язку з перенесенням кількох некрополів, які опинилися в центрі міста. На православній ділянці поховані відомі письменники, художники, скульптори, архітектори і релігійні діячі Харбіна часів Російської імперії.

## Історія
Некрополь Хуаншань був влаштований в 1959 році в зв'язку з виведенням з центральної частини міста Старого православного кладовища і ряду інших некрополів. На православній ділянці в Хуаншань була побудована каплиця на честь святого Івана Предтечі і перенесено понад 1200 поховань (на юдейську ділянку перенесені 735 єврейських могил).
Російський клуб Харбіна проводить роботу зі складання електронної мапи похованих (оброблені дані 580 могил).
На кладовище перенесена також 101 могила радянських солдатів, учасників війни з Японією 1945 року.